# Lista de deputados estaduais da Bahia da 7.ª legislatura
Esta é a lista de deputados estaduais da Bahia para a legislatura 1971–1975.

## Composição das bancadas
| Partido | Líder            | Bancada | Posição  |
| ------- | ---------------- | ------- | -------- |
| ARENA   | Jutahy Magalhães | 40 / 46 | Governo  |
| MDB     | Clodoaldo Campos | 6 / 46  | Oposição |

## Deputados Estaduais
| Número | Deputados estaduais eleitos | Partido | Votação | Percentual | Cidade onde nasceu     | Unidade federativa |
| 11123  | Ângelo Magalhães            | ARENA   | 37.110  | 4,22%      | Salvador               | Bahia              |
| 11655  | Cristóvão Ferreira          | ARENA   | 29.452  |            | Salvador               | Bahia              |
| 11938  | Afrísio Vieira Lima         | ARENA   | 25.785  |            | Remanso                | Bahia              |
| 11298  | Jutahy Magalhães            | ARENA   | 23.884  |            | Rio de Janeiro         | Rio de Janeiro     |
| 11796  | Horácio Matos               | ARENA   | 23.456  |            | Lençóis                | Bahia              |
| 11799  | Firmo Pinheiro              | ARENA   | 22.230  |            | Salvador               | Bahia              |
| 11668  | José Lourenço               | ARENA   | 18.298  |            | Porto                  | Portugal           |
| 11794  | Honorato Viana              | ARENA   | 17.141  |            | Casa Nova              | Bahia              |
| 11731  | Urbano Neto                 | ARENA   | 16.376  |            | Jitaúna                | Bahia              |
| 11761  | Augusto Mathias             | ARENA   | 15.603  |            | São Félix              | Bahia              |
| 15213  | Clodoaldo Campos            | MDB     | 15.528  |            | Irará                  | Bahia              |
| 11210  | Bião de Cerqueira           | ARENA   | 15.290  |            | São Francisco do Conde | Bahia              |
| 11105  | Sacramento Neto             | ARENA   | 15.254  |            | Ruy Barbosa            | Bahia              |
| 11864  | Paulo Nunes                 | ARENA   | 15.221  |            | Ruy Barbosa            | Bahia              |
| 11300  | Clemenceau Teixeira         | ARENA   | 14.879  |            | Salvador               | Bahia              |
| 11514  | Edvaldo Valois              | ARENA   | 14.345  |            | Jacobina               | Bahia              |
| 11259  | Rodolfo Queiroz             | ARENA   | 14.252  |            | Pilão Arcado           | Bahia              |
| 15301  | Oscar Marques               | MDB     | 14.250  |            | Feira de Santana       | Bahia              |
| 11699  | Eliseu Leal                 | ARENA   | 14.196  |            | Gandu                  | Bahia              |
| 11211  | Eujácio Simões              | ARENA   | 13.735  |            | Itabaianinha           | Sergipe            |
| 11910  | Plínio Carneiro             | ARENA   | 13.471  |            | Serrinha               | Bahia              |
| 11767  | Vilobaldo Freitas           | ARENA   | 13.026  |            | Caetité                | Bahia              |
| 15180  | Abelardo Veloso             | MDB     | 12.992  |            | Salvador               | Bahia              |
| 11848  | Ana Oliveira                | ARENA   | 12.630  |            | Serrinha               | Bahia              |
| 11269  | Jairo Sento Sé              | ARENA   | 12.548  |            | Juazeiro               | Bahia              |
| 11378  | Medeiros Neto               | ARENA   | 12.534  |            | Salvador               | Bahia              |
| 11645  | Orlando Spínola             | ARENA   | 12.422  |            | Salvador               | Bahia              |
| 11968  | Carlos Araújo               | ARENA   | 12.195  |            | Conceição do Coité     | Bahia              |
| 11709  | Accioly Vieira              | ARENA   | 12.144  |            | Cícero Dantas          | Bahia              |
| 11813  | Jairo Azi                   | ARENA   | 12.126  |            | Lamarão                | Bahia              |
| 11819  | Rocha Pires                 | ARENA   | 11.907  |            | Jacobina               | Bahia              |
| 11166  | Agostinho Pinheiro          | ARENA   | 11.749  |            | São Miguel das Matas   | Bahia              |
| 11773  | Bento Carvalho              | ARENA   | 11.641  |            | Aracaju                | Sergipe            |
| 11581  | Márcio Cardoso              | ARENA   | 11.575  |            | Felisburgo             | Minas Gerais       |
| 11747  | Áureo Filho                 | ARENA   | 11.272  |            | Feira de Santana       | Bahia              |
| 11741  | Raimundo Rocha Pires        | ARENA   | 11.248  |            | São Félix              | Bahia              |
| 11958  | Henrique Brito              | ARENA   | 10.742  |            | São Gonçalo dos Campos | Bahia              |
| 11452  | Hélio Correia               | ARENA   | 10.582  |            | Macarani               | Bahia              |
| 11943  | Dilson Nogueira             | ARENA   | 10.098  |            | Xique-Xique            | Bahia              |
| 11657  | Stoessel Dourado            | ARENA   | 9.554   |            | Paripiranga            | Bahia              |
| 11564  | Manoelito Teixeira          | ARENA   | 9.476   |            | Candeias               | Bahia              |
| 11242  | José Eloy                   | ARENA   | 9.454   |            | Itacuruba              | Pernambuco         |
| 11567  | Edvaldo Correia             | ARENA   | 9.357   |            | Cachoeira              | Bahia              |
| 15601  | Cosme de Farias             | MDB     | 8.800   |            | Salvador               | Bahia              |
| 15961  | Antônio José                | MDB     | 6.234   |            | Vitória da Conquista   | Bahia              |
| 15402  | Newton Campos               | MDB     | 6.058   |            | Salvador               | Bahia              |